# Isatis
Isatis là chi thực vật có hoa trong họ Cải.